# Alexandra Pohlmeier
Alexandra Pohlmeier (* 20. Mai 1960 in München) ist eine deutsche Filmemacherin und Produzentin.

## Leben
Alexandra Pohlmeier wuchs als Tochter des inzwischen geschiedenen Psychiaters und Psychotherapeuten Hermann Pohlmeier und der Juristin Michaela Ecker in München auf. Nach ihrem Abitur in Göttingen schloss sie 1986 ihr Studium an der Hochschule für Fernsehen und Film in München mit dem Dokumentarfilm Dazwischen ab. Seither arbeitet sie selbstständig als Autorin, Regisseurin und Produzentin hauptsächlich für dokumentarische Filme; 1986–1998 als Geschäftsführerin von stromboli-film, seit 1998 als Alexandra Pohlmeier Filmproduktion.
Im Rahmen ihrer dokumentarischen Filmarbeit führt sie seit Anfang der 1990er Jahre u. a. für die Bundesstiftung Aufarbeitung lebensgeschichtliche Zeitzeugeninterviews und bereitet diese für die historisch politische Bildung auf. In der 2014 neu eröffneten Dauerausstellung der Gedenkstätte Berliner Mauer hat sie die Filme für das „Archiv der Erinnerung“ gemacht.
Seit der Veröffentlichung ihres Kinodokumentarfilms Himmel und mehr – Dorothea Buck auf der Spur bildet die Psychiatrie ihren zweiten thematischen Schwerpunkt. Für das Universitätsklinikum Hamburg-Eppendorf hat sie mehrere Lehrfilme zu diesem Thema erstellt und bundesweit zahlreiche Fortbildungen dazu durchgeführt.
Sie arbeitet regelmäßig für und mit Gedenkstätten und Stiftungen zusammen.
Von 2007 bis 2015 war sie Mitglied am Runden Tisch für die Errichtung des Gedenk- und Informationsorte für die Opfer der nationalsozialistischen „Euthanasie“-Morde, der 2014 in Berlin eingeweiht wurde.
Seit 2011 ist Alexandra Pohlmeier im Beirat der Dorothea-Buck-Stiftung.
Als eine der Erstunterzeichnerinnen unterstützt sie die Forderung von Pro Quote Regie für die angemessene Verteilung von Aufträgen an Frauen in der Medienbranche.
Sie ist Mitglied in der Arbeitsgemeinschaft Dokumentarfilm.
Neben ihrer dokumentarischen Filmarbeitet macht sie experimentelle Kurzfilme.

## Filmografie (Auswahl)
Regie und Drehbuch
- 1986: Dazwischen (auch Schnitt)
- 1987: Hojerstrand oder Wierum gehet die Welt? (auch Schnitt und Produktion)
- 1988: Regiewerkstatt: Andrzej Wajda (mit Bettina Wilhelm)
- 1992: Affenliebe
- 1994: Normalerweise (auch Schnitt und Produktion)
- 2003: 10 Jahre BPE (auch Kamera und Produktion)
- 2006: Die Teilchenbeschleunigerin
- 2007: Psychose verstehen (auch Kamera und Produktion)
- 2008: Himmel und mehr – Dorothea Buck auf der Spur (auch Kamera, Schnitt und Produktion)
- 2009: 20 Jahre Trialog – Das Hamburger Psychoseseminar und seine Folgen(auch Kamera, Schnitt und Produktion)
- 2010: Totgeschwiegen (auch Kamera, Schnitt und Produktion)
- 2010: Wohin bringt ihr uns? (auch Kamera, Schnitt und Produktion)
- 2011: Widerstand von Frauen in der SBZ und frühen DDR (auch Kamera, Schnitt und Produktion)
- 2011: Zeitenblicke (auch Kamera, Schnitt und Produktion)
- 2014: Unschuldig verurteilt – bis heute suspekt? (auch Kamera, Schnitt und Produktion)
- 2014: Die Welt ist größer als unsere Not (auch Kamera, Schnitt und Produktion)
- 2016: Weibliche politische Gefangene in der DDR 1955-72 (auch Kamera, Schnitt und Produktion)
- 2016: Ein Tag – Ein Jahr – Eine Tide (auch Kamera, Schnitt und Produktion)
- 2018: Weibliche politische Gefangene in der DDR 1972–1989 (auch Kamera, Schnitt und Produktion)

### Sonstige Filmarbeiten
- 1988: Augenfische (Kamera), Regie: Kali
- 1990: Hölderlin Comics (Produktionsleitung), Regie: Harald Bergmann
- 1991: Der Erdnussmann (Produktionsassistenz), Regie: Dietmar Klein
- 1991: Letzte Gedanken vor dem Zitronenkauf (Kamera und Produktion), Regie: Ulrich Wesselmann
- 1993: Opfer.Zeugen (Schnitt), Regie: Philip Gröning
- 2001: Julie’s Geist (Pre- & Post-Production Manager), Regie: Bettina Wilhelm

## Ausstellungen
- 2007 Unüberwindbar? – Die innerdeutsche Grenze und ihre Wahrnehmung 1945-1990 (Interviews und Kamera), Wanderausstellung der Gedenkstätte Deutsche Teilung Marienborn
- 2013 Tiergartenstraße 4 – Die Geschichte eines schwierigen Ortes im Rahmen des Themenjahres Zerstörte Vielfalt, mit Stefanie Endlich, Sigrid Falkenstein, Dr. Petra Fuchs, Helga Lieser, Ralf Sroka
- 2014 Archiv der Erinnerung (Kamera und Schnitt) für die Dauerausstellung der Gedenkstätte Berliner Mauer
- 2016 Italienische Militärinternierte (Kamera), Stiftung Topographie des Terrors

## Auszeichnungen
- 1986 Prädikat „besonders wertvoll“ für Dazwischen[6]
- 2009 Mediensonderpreis der Deutschen Gesellschaft für Soziale Psychiatrie